# 포졸
포졸(捕卒)은 조선왕조 시대에 범죄자를 단속, 규찰하던 포도청 소속 인원이다. 포도군사(捕盜軍士)의 줄임말이며, 일반 군인을 의미하는 군졸(軍卒)과 대비된다. 다만, 각 지역 관아에 있던 군졸도 때에 따라서는 죄인 체포, 검거 등에 동원되어 포졸 역할을 수행하기도 하였다. 포졸을 지휘하는 상급 직책이 포교(捕校)인데, 이는 포도부장(捕盜部將) 또는 포도군관(捕盜軍官)의 다른 호칭이다.

## 구분
- 포졸(捕卒) : 포도청 소속 군사
- 대령포졸(待令捕卒) : 성균관 등의 관청에 임시 소속된 포졸
- 솔행포졸(率行捕卒) : 각 관원이 필요에 따라 데리고 다니던 포졸
- 기타 포졸 : 각 지방 관아, 지방 진(鎭, 군영)에 소속된 포졸

## 같이 보기
- 포도청